# Olimpíada de Xadrez

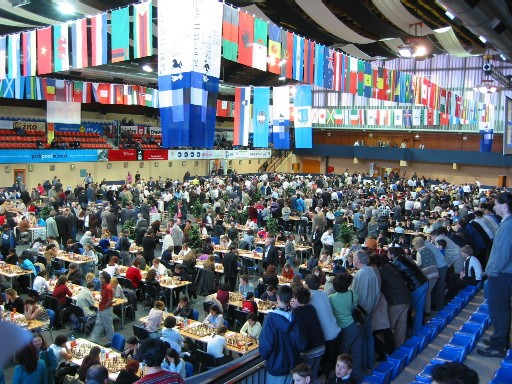
Olimpíada de Xadrez em Bled, Eslovênia (2002).

A Olimpíada de Xadrez é uma competição por equipes nacionais organizada a cada dois anos pela Federação Internacional de Xadrez desde 1927. A  primeira edição da Olímpiada de Xadrez Feminina aconteceu em 1957. A competição premia com medalhas de ouro, prata e bronze as três melhores equipes, e os três melhores competidores individuais em cada tabuleiro. Cada equipe, atualmente, é formada por quatro tabuleiros e um reserva.
A primeira olimpíada oficial ocorreu em 1939, sendo que o Torneio de xadrez de Paris de 1924, Torneio de xadrez de Budapeste de 1926 e a Olimpíada de xadrez de 1936 são consideradas edições não oficiais. O troféu para a equipe feminina vencedora é conhecido como Copa Vera Menchik.
A União Soviética e posteriormente a Rússia mantém de forma absoluta a hegemonia histórica do evento. No entanto, a primeira participação soviética só ocorreu na Olimpíada de xadrez de 1952, dando início a uma sequência de 12 medalhas de ouros seguidos. Essa sequência só foi quebrada na  Olimpíada de Haifa, em Israel, em 1976. Os países do bloco socialista e nações árabes boicotaram o evento, em protesto contra a política israelense na Palestina. Eles então organizaram em Trípoli, na Líbia, a anti-Olímpiada Mundial de Xadrez. Dois anos mais tarde em Buenos Aires 1978, a delegação soviética retornou ao evento. mas acabou perdendo a medalha de ouro por equipes para a Hungria. Dois anos mais tarde em Malta, a URSS iniciou uma nova sequência de 6 títulos seguidos, e com a dissolução do bloco comunista, no final de 1991, 15 repúblicas oriundas da URSS começaram a participar das Olimpíadas. Em seguida, a recém-formada equipe russa conquistou uma sequência de 6 títulos seguidos, quebrada em Caviá 2004, na Espanha, com a vitória da equipe ucraniana. Desde então a equipe russa não conseguiu mais o primeiro lugar na competição por equipes. 
Apenas em duas ocasiões os integrantes da equipe campeã saíram do torneio sem nenhuma derrota individual: em Lugano 1968, os integrantes da equipe soviética, formada por Tigran Petrosian, Boris Spassky, Viktor Korchnoi, Efim Geller, Lev Polugaevsky e Vasily Smyslov, terminaram com 49 vitórias, 27 empates e nenhuma derrota. Seis anos mais tarde, em Nice, os soviéticos repetiram o feito com Anatoly Karpov, Viktor Korchnoi, Boris Spassky, Tigran Petrosian,somados a Mikhail Tal e Gennady Kuzmin, concluindo a competição com 54 vitórias, 34 empates e nenhuma derrota.
O último acontencimento geopolítico que influenciou a história das Olímpiadas de Xadrez ocorreu em 2016, na competição realizada em Baku, no Azerbaijão. A Armênia, que estava envolvida em um conflito armado com o país sede, boicotou o evento, alegando que sua delegação corria risco.  Diversos enxadristas de origem armênia, como o então campeão brasileiro Krikor Mekhitarian, decidiram não participar do evento como forma de apoio à equipe da Armênia.
Em 2022, as Olimpíadas de Xadrez foi realizada às pressas na cidade de Chennai, na Índia. Escolhida anteriormente como sede, a capital russa Moscou perdeu o evento devido a um boicote da FIDE as operações de invasão militar russa em território ucraniano. Por esse motivo, a organização também excluiu as participações das delegações russas e bielorrussas tanto da modalidade aberta quanto da modalidade feminina. As delegações chinesas declinaram ao convite do evento devido a novos surtos de Covid19 no país e também foram importantes baixas. Ainda assim, essa edição foi a recordista de delegações participantes (188 países na modalidade aberta no total).

## Medalhistas na modalidade aberta
Também chamada de modalidade masculina, mas aberta a participação de mulheres nas equipes. Como foi o caso da húngara Judit Polgar, que fez parte da equipe de seu país em 8 Olimpíadas.
| Ano  | Evento                    | Sede                          | Ouro                    | Prata                   | Bronze                 |
| ---- | ------------------------- | ----------------------------- | ----------------------- | ----------------------- | ---------------------- |
| 1927 | 1.ª Olimpíada de Xadrez   | Londres, Reino Unido          | Hungria 40              | Dinamarca 38½           | Inglaterra 36½         |
| 1928 | 2.ª Olimpíada de Xadrez   | Haia, Países Baixos           | Hungria 44              | Estados Unidos 39½      | Polônia 37             |
| 1930 | 3.ª Olimpíada de Xadrez   | Hamburgo, Alemanha            | Polônia 48½             | Hungria 47              | Alemanha 44½           |
| 1931 | 4.ª Olimpíada de Xadrez   | Praga, Checoslováquia         | Estados Unidos 48       | Polônia 47              | Checoslováquia 46½     |
| 1933 | 5.ª Olimpíada de Xadrez   | Folkestone, Reino Unido       | Estados Unidos 39       | Tchecoslováquia 37½     | Suécia 34              |
| 1935 | 6.ª Olimpíada de Xadrez   | Varsóvia, Polônia             | Estados Unidos 54       | Suécia 52½              | Polônia 52             |
| 1937 | 7.ª Olimpíada de Xadrez   | Estocolmo, Suécia             | Estados Unidos 54½ (I)  | Hungria 48½             | Polônia 47             |
| 1939 | 8.ª Olimpíada de Xadrez   | Buenos Aires, Argentina       | Alemanha 36 (I)         | Polônia 35½             | Estônia 33½            |
| 1950 | 9.ª Olimpíada de Xadrez   | Dubrovnik, Iugoslávia         | Iugoslávia 45½          | Argentina 43½           | Alemanha Ocidental 40½ |
| 1952 | 10.ª Olimpíada de Xadrez  | Helsinki, Finlândia           | União Soviética 21 (I)  | Argentina 19½           | Iugoslávia 19          |
| 1954 | 11.ª Olimpíada de Xadrez  | Amsterdã, Países Baixos       | União Soviética 34 (I)  | Argentina 27            | Iugoslávia 26½         |
| 1956 | 12.ª Olimpíada de Xadrez  | Moscou, União Soviética       | União Soviética 31      | Iugoslávia 26½          | Hungria 26½            |
| 1958 | 13.ª Olimpíada de Xadrez  | Munique, Alemanha Ocidental   | União Soviética 34½ (I) | Iugoslávia 29           | Argentina 25½          |
| 1960 | 14.ª Olimpíada de Xadrez  | Leipzig, Alemanha Oriental    | União Soviética 34 (I)  | Estados Unidos 29       | Iugoslávia 27          |
| 1962 | 15.ª Olimpíada de Xadrez  | Varna, Bulgária               | União Soviética 31½ (I) | Iugoslávia 28           | Argentina 26           |
| 1964 | 16.ª Olimpíada de Xadrez  | Tel Aviv, Israel              | União Soviética 36½     | Iugoslávia 32           | Alemanha Ocidental 30½ |
| 1966 | 17.ª Olimpíada de Xadrez  | Havana, Cuba                  | União Soviética 39½ (I) | Estados Unidos 34½      | Hungria 33½            |
| 1968 | 18.ª Olimpíada de Xadrez  | Lugano, Suíça                 | União Soviética 39½ (I) | Iugoslávia 31           | Bulgária 30            |
| 1970 | 19.ª Olimpíada de Xadrez  | Siegen, Alemanha Ocidental    | União Soviética 27½ (I) | Hungria 26½             | Iugoslávia 26          |
| 1972 | 20.ª Olimpíada de Xadrez  | Skopje, Iugoslávia            | União Soviética 42      | Hungria 40½             | Iugoslávia 38          |
| 1974 | 21.ª Olimpíada de Xadrez  | Nice, França                  | União Soviética 46 (I)  | Iugoslávia 37½          | Estados Unidos 36½     |
| 1976 | 22.ª Olimpíada de Xadrez¹ | Haifa, Israel                 | Estados Unidos 37       | Holanda 36½             | Inglaterra 35½         |
| 1978 | 23.ª Olimpíada de Xadrez  | Buenos Aires, Argentina       | Hungria 37              | União Soviética 36      | Estados Unidos 35      |
| 1980 | 24.ª Olimpíada de Xadrez  | Valletta, Malta               | União Soviética 39 (I)  | Hungria 39              | Estados Unidos 35      |
| 1982 | 25.ª Olimpíada de Xadrez  | Lucerna, Suíça                | União Soviética 42½ (I) | Tchecoslováquia 36      | Estados Unidos 35      |
| 1984 | 26.ª Olimpíada de Xadrez  | Salônica, Grécia              | União Soviética 41      | Inglaterra 37           | Estados Unidos 35      |
| 1986 | 27.ª Olimpíada de Xadrez  | Dubai, Emirados Árabes Unidos | União Soviética 40      | Inglaterra 39           | Estados Unidos 38      |
| 1988 | 28.ª Olimpíada de Xadrez  | Salônica, Grécia              | União Soviética 40½ (I) | Inglaterra 34½          | Holanda 34½            |
| 1990 | 29.ª Olimpíada de Xadrez  | Novi Sad, Iugoslávia          | União Soviética 39      | Estados Unidos 35½ (I)  | Inglaterra 35½         |
| 1992 | 30.ª Olimpíada de Xadrez  | Manila, Filipinas             | Rússia 39               | Usbequistão 35          | Armênia 34½            |
| 1994 | 31.ª Olimpíada de Xadrez  | Moscou, Rússia                | Rússia 37½              | Bósnia e Herzegovina 35 | Rússia "B" 34½         |
| 1996 | 32.ª Olimpíada de Xadrez  | Yerevan, Armênia              | Rússia 38½ (I)          | Ucrânia 35              | Estados Unidos 34      |
| 1998 | 33.ª Olimpíada de Xadrez  | Elista, Rússia                | Rússia 35½              | Estados Unidos 34½      | Ucrânia 32½            |
| 2000 | 34.ª Olimpíada de Xadrez  | Istambul, Turquia             | Rússia 38               | Alemanha 37             | Ucrânia 35½            |
| 2002 | 35.ª Olimpíada de Xadrez  | Bled, Eslovênia               | Rússia 38½              | Hungria 37½             | Armênia 35             |
| 2004 | 36.ª Olimpíada de Xadrez  | Calvià, Espanha               | Ucrânia 39½ (I)         | Rússia 36½              | Armênia 36½            |
| 2006 | 37.ª Olimpíada de Xadrez  | Turim, Itália                 | Armênia 36 (I)          | China 34                | Estados Unidos 33      |
| 2008 | 38.ª Olimpíada de Xadrez  | Dresden, Alemanha             | Armênia 19              | Israel 18               | Estados Unidos 17      |
| 2010 | 39.ª Olimpíada de Xadrez  | Khanty-Mansiysk, Rússia       | Ucrânia 19 (I)          | Rússia 18               | Israel 17              |
| 2012 | 40.ª Olimpíada de Xadrez  | Istambul, Turquia             | Armênia 19              | Rússia 19               | Ucrânia 18             |
| 2014 | 41.ª Olimpíada de Xadrez  | Tromsø, Noruega               | China 19 (I)            | Hungria 17              | Índia 17               |
| 2016 | 42.ª Olimpíada de Xadrez  | Baku, Azerbaijão              | Estados Unidos 20 (I)   | Ucrânia 20              | Rússia 18              |
| 2018 | 43.ª Olimpíada de Xadrez  | Batumi, Geórgia               | China 18                | Estados Unidos 18       | Rússia 18              |
| 2022 | 44.ª Olimpíada de Xadrez³ | Chennai, Índia                | Usbequistão 19 (I)      | Armênia 19              | Índia (2) 18           |

¹ Em 1976, alguns países boicotaram a competição
² Nessas Olimpíadas houve fases eliminatórias, que distribuíam as equipes em várias finais (A, B, C etc.), conforme o desempenho. Apenas a Final A, que reunia as melhoras equipes, definia os medalhistas
³ A edição de 2022 não contou com a participação das delegações da China (devido a novos casos de Covid 19 no país), da Rússia e da Bielorrússia (devido à um boicote da FIDE por causa da invasão militar em território ucraniano ocorrida no mesmo ano)
(I) Medalha conquistada de maneira invicta.

## Medalhistas na modalidade feminina
De 1957 até 1974, a edição feminina aconteceu de forma separada da competição masculina (com exceção da Olímpiada de 1972). Desde 1976, as duas competições ocorrem na mesma data e local.
| Ano  | Evento                                   | Sede                    | Ouro                | Prata               | Bronze                |
| ---- | ---------------------------------------- | ----------------------- | ------------------- | ------------------- | --------------------- |
| 1957 | 1.ª Olimpíada de Xadrez Feminino         | Emmen                   | União Soviética 10½ | Romênia 10½         | Alemanha Oriental 10  |
| 1963 | 2.ª Olimpíada de Xadrez Feminino         | Split                   | União Soviética 25  | Iugoslávia 24½      | Alemanha Oriental 21  |
| 1966 | 3.ª Olimpíada de Xadrez Feminino         | Oberhausen              | União Soviética 22  | Romênia 20½         | Alemanha Oriental 17  |
| 1969 | 4.ª Olimpíada de Xadrez Feminino         | Lublin                  | União Soviética 26  | Hungria 20½         | Tchecoslováquia 19    |
| 1972 | 20.ª Olimpíada de Xadrez (5° Feminino)   | Skopje                  | União Soviética 11½ | Romênia 8           | Hungria 8             |
| 1974 | 6.ª Olimpíada de Xadrez Feminino         | Medellín                | União Soviética 13½ | Romênia 13½         | Bulgária 13           |
| 1976 | 22.ª Olimpíada de Xadrez (7° Femenino)¹  | Haifa                   | Israel 17           | Inglaterra 11½      | Espanha 11½           |
| 1978 | 23.ª Olimpíada de Xadrez (8° Femenino)   | Buenos Aires            | União Soviética 16  | Hungria 11          | Alemanha Ocidental 11 |
| 1980 | 24.ª Olimpíada de Xadrez (9° Femenino)   | Valletta, Malta         | União Soviética 32½ | Hungria 32          | Polônia 26½           |
| 1982 | 25.ª Olimpíada de Xadrez (10° Femenino)  | Lucerna                 | União Soviética 33  | Romênia 30          | Hungria 26            |
| 1984 | 26.ª Olimpíada de Xadrez (11° Femenino]  | Salônica                | União Soviética 32  | Bulgária 27½        | Romênia 27            |
| 1986 | 27.ª Olimpíada de Xadrez (12° Femenino)  | Dubai                   | União Soviética 33½ | Hungria 29          | Romênia 28            |
| 1988 | 28.ª Olimpíada de Xadrez (13° Femenino)  | Salônica                | Hungria 33          | União Soviética 32½ | Iugoslávia 28½        |
| 1990 | 29.ª Olimpíada de Xadrez (14° Femenino)  | Novi Sad                | Hungria 35          | União Soviética 35  | China 29              |
| 1992 | 30.ª Olimpíada de Xadrez (15° Femenino)  | Manila                  | Georgia 30½         | Ucrânia 29          | China 28½             |
| 1994 | 31.ª Olimpíada de Xadrez (16° Femenino)  | Moscou                  | Georgia 32          | Hungria 31          | China 27              |
| 1996 | 32.ª Olimpíada de Xadrez (17° Femenino)  | Yerevan                 | Georgia 30          | China 28½           | Rússia 28½            |
| 1998 | 33.ª Olimpíada de Xadrez [18° Femenino)  | Elista                  | China 29            | Rússia 27           | Georgia 27            |
| 2000 | 34.ª Olimpíada de Xadrez (19° Femenino)  | Istambul                | China 32            | Georgia 31          | Rússia 28½            |
| 2002 | 35.ª Olimpíada de Xadrez (20° Femenino)  | Bled                    | China 29½           | Rússia 29½          | Polônia 28            |
| 2004 | 36.ª Olimpíada de Xadrez (21° Femenino)  | Calvià]                 | China 31            | Estados Unidos 28   | Rússia 27½            |
| 2006 | 37.ª Olimpíada de Xadrez (22° Femenino)  | Turim                   | Ucrânia 29½         | Rússia 28           | China 27½             |
| 2008 | 38.ª Olimpíada de Xadrez (23° Femenino)  | Dresden                 | Geórgia 18          | Ucrânia 18          | Estados Unidos 17     |
| 2010 | 39.ª Olimpíada de Xadrez (24° Femenino)  | Khanty-Mansiysk, Rússia | Rússia 22           | China 18            | Geórgia 16            |
| 2012 | 40.ª Olimpíada de Xadrez (25° Femenino)  | Istambul                | Rússia 19           | China 19            | Ucrânia 18            |
| 2014 | 41.ª Olimpíada de Xadrez (26° Femenino)  | Tromsø                  | Rússia 20           | China 18            | Ucrânia 18            |
| 2016 | 42.ª Olimpíada de Xadrez (27° Femenino)  | Baku                    | China 20 (I)        | Polônia 17          | Ucrânia 17            |
| 2018 | 43.ª Olimpíada de Xadrez (28° Femenino)  | Batumi                  | China 18 (I)        | Ucrânia 18 (I)      | Geórgia 17            |
| 2022 | 44.ª Olimpíada de Xadrez (29° Femenino)³ | Chennai                 | Ucrânia 18 (I)      | Geórgia 18          | Índia 17              |

¹ Houve um boicote a edição de 1976
² Devido ao baixo número de inscritos, fases eliminatórias, que distribuíam as equipes em várias finais (A, B, C etc.), conforme o desempenho. Apenas a Final A, que reunia as melhoras equipes, definia os medalhistas
³ A edição de 2022 não contou com a participação das delegações da China (devido a novos casos de Covid 19 no país), da Rússia e da Bielorrússia (devido à um boicote da FIDE por causa da invasão militar em território ucraniano ocorrida no mesmo ano) 
(I) Medalha conquistada de maneira invicta.

## Participação brasileira nas olimpíadas de xadrez
As equipes do Brasil conquistaram sete medalhas individuais, sendo três delas pelo time absoluto (uma de ouro, uma de prata e uma de bronze), e quatro pela equipe feminina (uma de ouro, duas de prata e uma de bronze).
A primeira medalha brasileira foi conquistada por Ruth Cardoso, após ficar em segundo lugar geral, jogando no primeiro tabuleiro, em Skopje 1972. Em Medellín 1974, a brasileira Ivone Moysés ficou com a medalha de prata no segundo tabuleiro. Em Buenos Aires 1978, o Brasil conquistou a primeira medalha masculina, de bronze, com Cícero Braga, no quarto tabuleiro. Em Salônica 1984, Jussara Chaves, jogando no terceiro tabuleiro, ganhou a medalha de ouro, ao terminar com uma performance melhor que a ex-campeão mundial Nona Gaprindashvili, da União Soviética. Gaprindashvili, havia ganhado oito medalhas de ouro em edições anteriores. Em Manila 1992, o Brasil pela primeira vez conquista duas medalhas na mesma edição. Na equipe feminina, Regina Ribeiro conquistou a medalha de bronze no terceiro tabuleiro, já na equipe absoluta, Jaime Sunyé Neto conquistou o ouro no segundo tabuleiro.
A última medalha brasileira foi ganha em Turim 2006, com Rafael Leitão conquistando a medalha de prata no terceiro tabuleiro.

### Recordistas em participações
| #        | Atleta |
| -------- | --- |
| 15 vezes | Joara Chaves |
| 12 vezes | Darcy Lima Gilberto Milos |
| 11 vezes | Herman Claudius van Riemsdijk |
| 10 vezes | Jaime Sunye Neto Regina Ribeiro |
| 9 vezes  | Rafael Leitão |
| 8 vezes  | Alexandr Fier Cícero Braga Suzana Chang |
| 7 vezes  | Giovanni Vescovi Juliana Terao Jussara Chaves |
| 5 vezes  | Alexandru Segal Hélder Câmara Krikor Mekhitarian Oswaldo Cruz Júnior Ruth Cardoso |
| 4 vezes  | Felipe El Debs Henrique Mecking Vanessa Ramos Gazola |
| 3 vezes  | Adaucto Nóbrega André Diamant Antônio Cavilhas Rocha Edson Tsuboi Eugênio German Francisco Trois Julia Alboredo Kathie Goulart Librelato Norma Snitkowsky Peter Tóth Tatiana Ratcu Vanessa Feliciano |

### Medalhistas individuais
| Medalha | Atleta           | Edição | Gênero | Tabuleiro |
| ------- | ---------------- | ------ | ------ | --------- |
| Ouro    | Jussara Chaves   | 1984   | F      | 3º        |
| Ouro    | Jaime Sunyé Neto | 1992   | M      | 2º        |
| Prata   | Ruth Cardoso     | 1972   | F      | 1º        |
| Prata   | Ivone Moysés     | 1974   | F      | 2º        |
| Prata   | Rafael Leitão    | 2006   | M      | 3º        |
| Bronze  | Cícero Braga     | 1978   | M      | 4º        |
| Bronze  | Regina Ribeiro   | 1992   | F      | 3º        |

### Modalidade aberta[14]
| Ano           | País | Sede            | Equpe (quatro titulares e reservas) | Col.                                | Pts.                                | Partidas                            | Partidas                            | Partidas                            | Matches                             | Matches                             | Matches                             | %                                   | Rating                              | Medalhas                            | Medalhas                            |
| ------------- | ---- | --------------- | --- | ----------------------------------- | ----------------------------------- | ----------------------------------- | ----------------------------------- | ----------------------------------- | ----------------------------------- | ----------------------------------- | ----------------------------------- | ----------------------------------- | ----------------------------------- | ----------------------------------- | ----------------------------------- |
| Ano           | País | Sede            | Equpe (quatro titulares e reservas) | Col.                                | Pts.                                | +                                   | =                                   | -                                   | +                                   | =                                   | -                                   | %                                   | Rating                              | Equipe                              | Ind.                                |
| 1939 Detalhes | ARG  | Buenos Aires    | 1. Octávio Trompowsky 2. Adhemar da Silva Rocha 3. Walter Cruz 4. João Souza Mendes Reserva: Oswaldo Cruz Filho                                                    | 14º                                 | 33½                                 | 20                                  | 27                                  | 33                                  | 5                                   | 2                                   | 13                                  | 41,9                                |                                     | 0-0-0                               | 0-0-0                               |
| 1950 Detalhes | IUG  | Dubrovnik       | A equipe brasileira não participou. | A equipe brasileira não participou. | A equipe brasileira não participou. | A equipe brasileira não participou. | A equipe brasileira não participou. | A equipe brasileira não participou. | A equipe brasileira não participou. | A equipe brasileira não participou. | A equipe brasileira não participou. | A equipe brasileira não participou. | A equipe brasileira não participou. | A equipe brasileira não participou. | A equipe brasileira não participou. |
| 1952 Detalhes | FIN  | Helsinki        | 1. MI Eugênio German 2. João Souza Mendes 3. José Thiago Mangini 4. Flávio de Carvalho Júnior 1.º reserva: Oswaldo Cruz Filho 2.º reserva: Fernando Vasconcellos   | 19º                                 | 29                                  | 22                                  | 14                                  | 16                                  | 7                                   | 2                                   | 4                                   | 55,8                                |                                     | 0-0-0                               | 0-0-0                               |
| 1954 Detalhes | HOL  | Amsterdã        | A equipe brasileira não participou. | A equipe brasileira não participou. | A equipe brasileira não participou. | A equipe brasileira não participou. | A equipe brasileira não participou. | A equipe brasileira não participou. | A equipe brasileira não participou. | A equipe brasileira não participou. | A equipe brasileira não participou. | A equipe brasileira não participou. | A equipe brasileira não participou. | A equipe brasileira não participou. | A equipe brasileira não participou. |
| 1956 Detalhes | URS  | Moscou          | A equipe brasileira não participou. | A equipe brasileira não participou. | A equipe brasileira não participou. | A equipe brasileira não participou. | A equipe brasileira não participou. | A equipe brasileira não participou. | A equipe brasileira não participou. | A equipe brasileira não participou. | A equipe brasileira não participou. | A equipe brasileira não participou. | A equipe brasileira não participou. | A equipe brasileira não participou. | A equipe brasileira não participou. |
| 1958 Detalhes | RFA  | Munique         | A equipe brasileira não participou. | A equipe brasileira não participou. | A equipe brasileira não participou. | A equipe brasileira não participou. | A equipe brasileira não participou. | A equipe brasileira não participou. | A equipe brasileira não participou. | A equipe brasileira não participou. | A equipe brasileira não participou. | A equipe brasileira não participou. | A equipe brasileira não participou. | A equipe brasileira não participou. | A equipe brasileira não participou. |
| 1960 Detalhes | RDA  | Leipzig         | A equipe brasileira não participou. | A equipe brasileira não participou. | A equipe brasileira não participou. | A equipe brasileira não participou. | A equipe brasileira não participou. | A equipe brasileira não participou. | A equipe brasileira não participou. | A equipe brasileira não participou. | A equipe brasileira não participou. | A equipe brasileira não participou. | A equipe brasileira não participou. | A equipe brasileira não participou. | A equipe brasileira não participou. |
| 1962 Detalhes | BUL  | Varna           | A equipe brasileira não participou. | A equipe brasileira não participou. | A equipe brasileira não participou. | A equipe brasileira não participou. | A equipe brasileira não participou. | A equipe brasileira não participou. | A equipe brasileira não participou. | A equipe brasileira não participou. | A equipe brasileira não participou. | A equipe brasileira não participou. | A equipe brasileira não participou. | A equipe brasileira não participou. | A equipe brasileira não participou. |
| 1964 Detalhes | ISR  | Tel Aviv        | A equipe brasileira não participou. | A equipe brasileira não participou. | A equipe brasileira não participou. | A equipe brasileira não participou. | A equipe brasileira não participou. | A equipe brasileira não participou. | A equipe brasileira não participou. | A equipe brasileira não participou. | A equipe brasileira não participou. | A equipe brasileira não participou. | A equipe brasileira não participou. | A equipe brasileira não participou. | A equipe brasileira não participou. |
| 1966 Detalhes | CUB  | Havana          | A equipe brasileira não participou. | A equipe brasileira não participou. | A equipe brasileira não participou. | A equipe brasileira não participou. | A equipe brasileira não participou. | A equipe brasileira não participou. | A equipe brasileira não participou. | A equipe brasileira não participou. | A equipe brasileira não participou. | A equipe brasileira não participou. | A equipe brasileira não participou. | A equipe brasileira não participou. | A equipe brasileira não participou. |
| 1968 Detalhes | SUI  | Lugano          | 1. MI Henrique Mecking 2. MI Eugênio German 3. Hélder Câmara 4. Antônio Cavilhas Rocha 1.º reserva: Márcio Miranda 2.º reserva: José Pinto Paiva                   | 25º                                 | 37½                                 | 26                                  | 23                                  | 27                                  | 6                                   | 5                                   | 8                                   | 49,3                                |                                     | 0-0-0                               | 0-0-0                               |
| 1970 Detalhes | RFA  | Siegen          | 1. Hélder Câmara 2. Antônio Cavilhas Rocha 3. Adaucto Nóbrega 4. Peter Tóth 1.º reserva: Josino Resende 2.º reserva: José Pinto Paiva                              | 28º                                 | 40½                                 | 26                                  | 29                                  | 21                                  | 11                                  | 4                                   | 4                                   | 53,3                                |                                     | 0-0-0                               | 0-0-0                               |
| 1972 Detalhes | IUG  | Skopje          | 1. Eugênio German 2. Francisco Trois 3. Adaucto Nóbrega 4. Peter Tóth 1.º reserva: Herman van Riemsdijk 2.º reserva: Francisco Alves dos Santos                    | 36º                                 | 51                                  | 35                                  | 32                                  | 21                                  | 10                                  | 5                                   | 7                                   | 58,0                                | 2236                                | 0-0-0                               | 0-0-0                               |
| 1974 Detalhes | FRA  | Nice            | 1. GM Henrique Mecking 2. MI Hélder Câmara 3. Herman van Riemsdijk 4. Alexandru Segal 1.º reserva: Adaucto Nóbrega 2.º reserva: Peter Tóth                         | 35º                                 | 49                                  | 32                                  | 34                                  | 18                                  | 12                                  | 3                                   | 6                                   | 58,3                                | 2424                                | 0-0-0                               | 0-0-0                               |
| 1976 Detalhes | ISR  | Haifa           | A equipe brasileira não participou. | A equipe brasileira não participou. | A equipe brasileira não participou. | A equipe brasileira não participou. | A equipe brasileira não participou. | A equipe brasileira não participou. | A equipe brasileira não participou. | A equipe brasileira não participou. | A equipe brasileira não participou. | A equipe brasileira não participou. | A equipe brasileira não participou. | A equipe brasileira não participou. | A equipe brasileira não participou. |
| 1978 Detalhes | ARG  | Buenos Aires    | 1. Francisco Trois 2. Herman van Riemsdijk 3. Alexandru Segal 4. Cícero Braga 1.º reserva: José Soares Másculo 2.º reserva: Herbert Carvalho                       | 27º                                 | 29½                                 | 21                                  | 17                                  | 18                                  | 6                                   | 2                                   | 6                                   | 52,7                                | 2355                                | 0-0-0                               | 0-0-1                               |
| 1980 Detalhes | MAL  | Valeta          | 1. Jaime Sunye Neto 2. Herbert Carvalho 3. Lincoln Lucena 4. MI Herman van Riemsdijk 1.º reserva: MI Hélder Câmara 2.º reserva: Luiz Gentil Jr.                    | 29º                                 | 30                                  | 19                                  | 22                                  | 15                                  | 7                                   | 2                                   | 5                                   | 53,6                                | 2374                                | 0-0-0                               | 0-0-0                               |
| 1982 Detalhes | SUI  | Lucerna         | 1. Jaime Sunyé Neto 2. Marcos Paolozzi 3. Alexandru Segal 4. Francisco Trois 1.º reserva: Gilberto Milos 2.º reserva: Herman van Riemsdijk                         | 38º                                 | 29                                  | 20                                  | 18                                  | 18                                  | 6                                   | 1                                   | 7                                   | 51,8                                | 2424                                | 0-0-0                               | 0-0-0                               |
| 1984 Detalhes | GRE  | Salônica        | 1. Jaime Sunyé Neto 2. Gilberto Milos 3. Alexandru Segal 4. Herman van Riemsdijk 1.º reserva: Hélder Câmara 2.º reserva: Antônio Cavilhas Rocha                    | 19º                                 | 31                                  | 16                                  | 30                                  | 10                                  | 4                                   | 5                                   | 5                                   | 55,4                                | 2410                                | 0-0-0                               | 0-0-0                               |
| 1986 Detalhes | EAU  | Dubai           | 1. Jaime Sunyé Neto 2. Gilberto Milos 3. Rubens Filguth 4. Alexandru Segal 1.º reserva: Alexandre de Castro 2.º reserva: Edson Tsuboi                              | 20º                                 | 31½                                 | 24                                  | 15                                  | 17                                  | 7                                   | 2                                   | 5                                   | 56,3                                | 2433                                | 0-0-0                               | 0-0-0                               |
| 1988 Detalhes | GRE  | Salônica        | 1. MI Gilberto Milos 2. Darcy Lima 3. MI Herman van Riemsdijk 4. Carlos Eduardo Gouveia 1.º reserva: MF Cícero Braga 2.º reserva: Hermes Amílcar Machado           | 23º                                 | 31½                                 | 22                                  | 19                                  | 15                                  | 7                                   | 2                                   | 5                                   | 56,3                                | 2406                                | 0-0-0                               | 0-0-0                               |
| 1990 Detalhes | IUG  | Novi Sad        | 1. Gilberto Milos 2. Jaime Sunye Neto 3. Darcy Lima 4. Herman van Riemsdijk 1.º reserva: Aron Corrêa 2.º reserva: Edson Tsuboi                                     | 33º                                 | 30½                                 | 22                                  | 17                                  | 17                                  | 7                                   | 2                                   | 5                                   | 54,5                                | 2471                                | 0-0-0                               | 0-0-0                               |
| 1992 Detalhes | FIL  | Manila          | 1. Gilberto Milos 2. Jaime Sunye Neto 3. Darcy Lima 4. Herman van Riemsdijk 1.º reserva: Cícero Braga 2.º reserva: Edson Tsuboi                                    | 28º                                 | 31                                  | 21                                  | 20                                  | 15                                  | 7                                   | 1                                   | 6                                   | 55,4                                | 2476                                | 0-0-0                               | 1-0-0                               |
| 1994 Detalhes | RUS  | Moscou          | 1. Gilberto Milos 2. Jaime Sunye Neto 3. Darcy Lima 4. Giovanni Vescovi 1.º reserva: Herman van Riemsdijk 2.º reserva: Rodrigo Desconzi                            | 62º                                 | 28½                                 | 18                                  | 21                                  | 17                                  | 7                                   | 1                                   | 6                                   | 50,9                                | 2510                                | 0-0-0                               | 0-0-0                               |
| 1996 Detalhes | ARM  | Ierevan         | 1. MI Rafael Leitão 2. MI Darcy Lima 3. MI Cícero Braga 4. Jefferson Pelikian Reserva: MI Giovanni Vescovi                                                         | 51º                                 | 28½                                 | 19                                  | 19                                  | 18                                  | 7                                   | 1                                   | 6                                   | 50,9                                | 2446                                | 0-0-0                               | 0-0-0                               |
| 1998 Detalhes | RUS  | Elista          | 1. MI Giovanni Vescovi, 2. GM Jaime Sunyé Neto 3. MI Darcy Lima 4. MF Jefferson Pelikian 1.º reserva: MI Herman van Riemsdijk 2.º MI Everaldo Matsuura             | 48º                                 | 27½                                 | 15                                  | 25                                  | 12                                  | 6                                   | 2                                   | 5                                   | 52,9                                | 2485                                | 0-0-0                               | 0-0-0                               |
| 2000 Detalhes | TUR  | Istambul        | 1. GM Gilberto Milos 2. GM Rafael Leitão 3. GM Giovanni Vescovi 4. GM Darcy Lima 1.º reserva: Eduardo Limp 2.º reserva: MI Cícero Braga                            | 38º                                 | 30½                                 | 19                                  | 23                                  | 14                                  | 5                                   | 4                                   | 5                                   | 54,5                                | 2573                                | 0-0-0                               | 0-0-0                               |
| 2002 Detalhes | ESL  | Bled            | 1. GM Giovanni Vescovi 2. GM Rafael Leitão 3. GM Henrique Mecking 4. GM Darcy Lima 1.º reserva: MI Everaldo Matsuura 2.º reserva: MI Cícero Braga                  | 35º                                 | 31                                  | 18                                  | 26                                  | 12                                  | 7                                   | 2                                   | 5                                   | 55,4                                | 2561                                | 0-0-0                               | 0-0-0                               |
| 2004 Detalhes | ESP  | Calvià          | 1. GM Henrique Mecking, 2. GM Darcy Lima, Cícero Braga 3. MI Cícero Braga 4. MF Carlos Alejandro Martinez 1.º reserva: MF Alexandr Fier 2.º reserva: Ivan Nogueira | 59º                                 | 28½                                 | 18                                  | 21                                  | 17                                  | 5                                   | 2                                   | 7                                   | 50,9                                | 2485                                | 0-0-0                               | 0-0-0                               |
| 2006 Detalhes | ITA  | Turim           | 1. GM Giovanni Vescovi 2. GM Gilberto Milos 3. GM Rafael Leitão 4. GM Jaime Sunyé Neto 1.º reserva: GM Darcy Lima 2.º reserva: MI Alexandr Fier                    | 32º                                 | 29½                                 | 15                                  | 29                                  | 8                                   | 8                                   | 2                                   | 3                                   | 56,7                                | 2573                                | 0-0-0                               | 0-1-0                               |
| 2008 Detalhes | ALE  | Dresden         | 1. GM Darcy Lima 2. GM Jaime Sunyé Neto 3. MF Felipe El Debs 4. MI Cícero Braga Reserva: MI André Diamant                                                          | 54º                                 | 25                                  | 19                                  | 12                                  | 13                                  | 5                                   | 2                                   | 4                                   | 56,8                                | 2460                                | 0-0-0                               | 0-0-0                               |
| 2010 Detalhes | RUS  | Khanty-Mansiysk | 1. GM Rafael Leitão 2. GM Gilberto Milos 3. GM Alexandr Fier 4. GM Krikor Mekhitarian Reserva: GM André Diamant                                                    | 17º                                 | 27                                  | 19                                  | 16                                  | 9                                   | 7                                   | 1                                   | 3                                   | 61,4                                | 2590                                | 0-0-0                               | 0-0-0                               |
| 2012 Detalhes | TUR  | Istambul        | 1. GM Rafael Leitão 2. GM Giovani Vescovi 3. GM Alexandr Fier 4. GM Gilberto Milos Reserva: GM Krikor Mekhitarian                                                  | 39º                                 | 24                                  | 13                                  | 22                                  | 9                                   | 6                                   | 1                                   | 4                                   | 54,5                                | 2604                                | 0-0-0                               | 0-0-0                               |
| 2014 Detalhes | NOR  | Tromsø          | 1. GM Rafael Leitão 2. GM Alexandr Fier 3. GM Krikor Mekhitarian 4. GM Gilberto Milos Reserva: GM Felipe El Debs                                                   | 22º                                 | 28½                                 | 21                                  | 15                                  | 8                                   | 7                                   | 1                                   | 3                                   | 64,8                                | 2593                                | 0-0-0                               | 0-0-0                               |
| 2016 Detalhes | AZE  | Baku            | 1. GM Alexandr Fier 2. GM Rafael Leitão 3. GM Felipe El Debs 4. GM Evandro Barbosa Reserva: MI Diego Di Berardino                                                  | 23º                                 | 26                                  | 16                                  | 20                                  | 8                                   | 7                                   | 1                                   | 3                                   | 59,0                                | 2556                                | 0-0-0                               | 0-0-0                               |
| 2018 Detalhes | GEO  | Batumi          | 1. GM Rafael Leitão 2. GM Alexandr Fier 3. GM Luis Paulo Supi 4. GM Krikor Mekhitarian Reserva: GM Felipe El Debs                                                  | 63º                                 | 27½                                 | 19                                  | 17                                  | 8                                   | 5                                   | 2                                   | 4                                   | 62,5                                | 2567                                | 0-0-0                               | 0-0-0                               |
| 2022 Detalhes | IND  | Chennai         | 1. GM Luis Paulo Supi 2. GM Alexandr Fier 3. GM Krikor Mekhitarian 4. GM André Diamant Reserva: GM Darcy Lima                                                      | 21°                                 | 27½                                 | 20                                  | 15                                  | 9                                   | 6                                   | 3                                   | 2                                   | 68,2                                | 2539                                | 0-0-0                               | 0-0-0                               |
| TOTAL         |      |                 | |                                     |                                     | 575                                 | 598                                 | 425                                 | 190                                 | 63                                  | 157                                 | 54,0                                |                                     | 0-0-0                               | 1-1-1                               |

### Modalidade feminina[15]
| Ano           | País | Sede            | Equpe (quatro titulares e reservas)                                                                                                  | Col.                                | Pts.                                | Partidas                            | Partidas                            | Partidas                            | Matches                             | Matches                             | Matches                             | %                                   | Rating                              | Medalhas                            | Medalhas                            |
| ------------- | ---- | --------------- | --- | ----------------------------------- | ----------------------------------- | ----------------------------------- | ----------------------------------- | ----------------------------------- | ----------------------------------- | ----------------------------------- | ----------------------------------- | ----------------------------------- | ----------------------------------- | ----------------------------------- | ----------------------------------- |
| Ano           | País | Sede            | Equpe (quatro titulares e reservas)                                                                                                  | Col.                                | Pts.                                | +                                   | =                                   | -                                   | +                                   | =                                   | -                                   | %                                   | Rating                              | Equipe                              | Ind.                                |
| 1972 Detalhes | IUG  | Skopje          | 1. WMI Ruth Cardoso 2. Regina Fontanelli Reserva: Ivone Moysés                                                                       | 14º                                 | 10                                  | 8                                   | 4                                   | 12                                  | 2                                   | 6                                   | 4                                   | 41,7                                | 1905                                | 0-0-0                               | 0-1-0                               |
| 1974 Detalhes | COL  | Medellín        | 1. WMI Ruth Cardoso 2. Ivone Moysés Reserva: Norma Snitkowsky                                                                        | 13º                                 | 14                                  | 11                                  | 6                                   | 9                                   | 4                                   | 5                                   | 4                                   | 53,8                                | 2008                                | 0-0-0                               | 0-1-0                               |
| 1976 Detalhes | ISR  | Haifa           | A equipe brasileira não participou.                                                                                                  | A equipe brasileira não participou. | A equipe brasileira não participou. | A equipe brasileira não participou. | A equipe brasileira não participou. | A equipe brasileira não participou. | A equipe brasileira não participou. | A equipe brasileira não participou. | A equipe brasileira não participou. | A equipe brasileira não participou. | A equipe brasileira não participou. | A equipe brasileira não participou. | A equipe brasileira não participou. |
| 1978 Detalhes | ARG  | Buenos Aires    | 1. WMI Ruth Cardoso 2. Iluska Simonsen 3. Rossandra Mara Assunção Reserva: Norma Snitkowsky                                          | 20º                                 | 21                                  | 13                                  | 16                                  | 13                                  | 4                                   | 7                                   | 3                                   | 50,0                                | 1807                                | 0-0-0                               | 0-0-0                               |
| 1980 Detalhes | MAL  | Valeta          | 1. Lígia Abreu Carvalho 2. Jussara Chaves 3. WMI Ruth Cardoso Reserva: Márcia Longo                                                  | 10º                                 | 23                                  | 14                                  | 18                                  | 10                                  | 8                                   | 2                                   | 4                                   | 54,8                                | 1850                                | 0-0-0                               | 0-0-0                               |
| 1982 Detalhes | SUI  | Lucerna         | 1. WMI Jussara Chaves 2. Regina Ribeiro 3. Joara Chaves Reserva: WMI Ruth Cardoso                                                    | 16º                                 | 22½                                 | 15                                  | 15                                  | 12                                  | 5                                   | 5                                   | 4                                   | 53,6                                | 1892                                | 0-0-0                               | 0-0-0                               |
| 1984 Detalhes | GRE  | Salônica        | 1. Regina Ribeiro 2. WMI Joara Chaves 3. WMI Jussara Chaves Reserva: Norma Snitkowsky                                                | 19º                                 | 22                                  | 18                                  | 8                                   | 16                                  | 6                                   | 1                                   | 7                                   | 52,4                                | 1963                                | 0-0-0                               | 1-0-0                               |
| 1986 Detalhes | EAU  | Dubai           | 1. WMI Maira Cristina Oliveira 2. WMI Regina Ribeiro 3. WMI Jussara Chaves Reserva: WMI Joara Chaves                                 | 11º                                 | 22½                                 | 16                                  | 13                                  | 13                                  | 7                                   | 3                                   | 4                                   | 53,6                                | 2005                                | 0-0-0                               | 0-0-0                               |
| 1988 Detalhes | GRE  | Salônica        | 1. WMI Maira Cristina Oliveira 2. WMI Regina Ribeiro 3. Palas-Atena Veloso Reserva: WMI Joara Chaves                                 | 20º                                 | 22½                                 | 17                                  | 11                                  | 14                                  | 7                                   | 2                                   | 5                                   | 53,6                                | 2073                                | 0-0-0                               | 0-0-0                               |
| 1990 Detalhes | IUG  | Novi Sad        | 1. WMI Jussara Chaves 2. Palas Atena Veloso 3. WMI Joara Chaves Reserva: Eliana Aparecida Souza                                      | 26º                                 | 22                                  | 12                                  | 20                                  | 10                                  | 7                                   | 3                                   | 4                                   | 52,4                                | 2102                                | 0-0-0                               | 0-0-0                               |
| 1992 Detalhes | FIL  | Manila          | 1. WMI Joara Chaves 2. Palas Atena Veloso 3. WMI Regina Ribeiro Reserva: WMI Jussara Chaves                                          | 35º                                 | 21½                                 | 17                                  | 9                                   | 16                                  | 7                                   | 1                                   | 6                                   | 51,2                                | 2088                                | 0-0-0                               | 0-0-1                               |
| 1994 Detalhes | RUS  | Moscou          | 1. WMI Joara Chaves 2. Palas-Atena Veloso 3. WMI Regina Ribeiro Reserva: WMI Jussara Chaves                                          | 44º                                 | 21                                  | 15                                  | 12                                  | 15                                  | 4                                   | 4                                   | 6                                   | 50,0                                | 2095                                | 0-0-0                               | 0-0-0                               |
| 1996 Detalhes | ARM  | Ierevan         | 1. WMI Tatiana Ratcu 2. WMI Joara Chaves 3. Juliana Kaada Reserva: Jayne Gomes                                                       | 46º                                 | 20½                                 | 16                                  | 9                                   | 17                                  | 6                                   | 3                                   | 5                                   | 48,8                                | 2080                                | 0-0-0                               | 0-0-0                               |
| 1998 Detalhes | RUS  | Elista          | 1. WMI Tatiana Ratcu 2. WMI Joara Chaves 3. Suzana Chang Reserva: Regina Bonfim                                                      | 53º                                 | 18                                  | 12                                  | 12                                  | 15                                  | 4                                   | 2                                   | 7                                   | 47,6                                | 2080                                | 0-0-0                               | 0-0-0                               |
| 2000 Detalhes | TUR  | Istambul        | 1. WMI Tatiana Ratcu 2. Paula Delai 3. WMI Regina Ribeiro Reserva: WMI Joara Chaves                                                  | 57º                                 | 20                                  | 14                                  | 12                                  | 16                                  | 5                                   | 4                                   | 5                                   | 47,6                                | 2151                                | 0-0-0                               | 0-0-0                               |
| 2002 Detalhes | ESL  | Bled            | 1. Suzana Chang 2. WMF Tatiana Duarte 3. WMI Joara Chaves Reserva: Iara Santana                                                      | 56º                                 | 20½                                 | 15                                  | 11                                  | 16                                  | 6                                   | 2                                   | 6                                   | 48,8                                | 2092                                | 0-0-0                               | 0-0-0                               |
| 2004 Detalhes | ESP  | Calvià          | 1. Suzana Chang 2. WMI Regina Ribeiro 3. WMI Joara Chaves Reserva: Evandra Cruz                                                      | 54º                                 | 20½                                 | 13                                  | 15                                  | 14                                  | 4                                   | 4                                   | 5                                   | 48,8                                | 2072                                | 0-0-0                               | 0-0-0                               |
| 2006 Detalhes | ITA  | Turim           | 1. WMI Regina Ribeiro 2. WMF Paula Delai 3. WMI Joara Chaves Reserva: Suzana Chang                                                   | 52º                                 | 20                                  | 14                                  | 12                                  | 13                                  | 6                                   | 3                                   | 4                                   | 51,3                                | 2081                                | 0-0-0                               | 0-0-0                               |
| 2008 Detalhes | ALE  | Dresden         | 1. WMF Juliana Terao 2. WMF Vanessa Feliciano 3. WMI Joara Chaves 4. Vanessa Ramos Gazola Reserva: Tatiane Cristina Coelho           | 48º                                 | 24½                                 | 21                                  | 7                                   | 16                                  | 6                                   | 0                                   | 5                                   | 55,7                                | 2077                                | 0-0-0                               | 0-0-0                               |
| 2010 Detalhes | RUS  | Khanty-Mansiysk | 1. WMF Juliana Terao 2. WMF Amanda Marques 3. Vanessa Ramos Gazola 4. Jaqueline Pamplona Reserva: Ana Paula de Oliveira              | 70º                                 | 21                                  | 14                                  | 14                                  | 16                                  | 4                                   | 2                                   | 5                                   | 47,7                                | 2016                                | 0-0-0                               | 0-0-0                               |
| 2012 Detalhes | TUR  | Istambul        | 1. WMF Vanessa Feliciano 2. WMI Juliana Terao 3. WMC Vanessa Ramos Gazola 4. Artêmis Pâmara Soares Cruz Reserva: WMF Suzana Chang    | 58º                                 | 23                                  | 18                                  | 10                                  | 16                                  | 5                                   | 1                                   | 5                                   | 52,3                                | 2114                                | 0-0-0                               | 0-0-0                               |
| 2014 Detalhes | NOR  | Tromsø          | 1. WMI Vanessa Feliciano 2. WMI Juliana Terao 3. WMI Joara Chaves 4. WMI Regina Ribeiro Reserva: WMF Suzana Chang                    | 44º                                 | 21                                  | 15                                  | 12                                  | 17                                  | 6                                   | 1                                   | 4                                   | 47,3                                | 2119                                | 0-0-0                               | 0-0-0                               |
| 2016 Detalhes | AZE  | Baku            | 1. WMI Juliana Terao 2. WMF Julia Alboredo 3. WMF Suzana Chang 4. Kathie Goulart Librelato Reserva: Thauane Medeiros                 | 48º                                 | 25½                                 | 22                                  | 7                                   | 15                                  | 5                                   | 2                                   | 4                                   | 57,9                                | 2144                                | 0-0-0                               | 0-0-0                               |
| 2018 Detalhes | GEO  | Batumi          | 1. WMI Juliana Terao 2. WMF Julia Alboredo 3. Kathie Goulart Librelato 4. Ana Vitoria Rothebarth Reserva: WMF Suzana Chang           | 57º                                 | 20½                                 | 14                                  | 13                                  | 17                                  | 5                                   | 2                                   | 4                                   | 46,5                                | 2151                                | 0-0-0                               | 0-0-0                               |
| 2022 Detalhes | IND  | Chennai         | 1. WMI Julia Alboredo 2. WMI Kathie Goulart Librelato 3. FM Juliana Terao 4. WCM Vanessa Ramos Gazola Reserva: NM Ellen Larissa Bail | 39°                                 | 27½                                 | 21                                  | 13                                  | 10                                  | 6                                   | 1                                   | 4                                   | 59,0                                | 2126                                | 0-0-0                               | 0-0-0                               |
| TOTAL         |      |                 | |                                     |                                     | 365                                 | 279                                 | 338                                 | 200                                 | 65                                  | 167                                 | 53,8                                |                                     | 0-0-0                               | 1-2-1                               |